# Roc de Querubí
El Roc de Querubí és una muntanya rocosa de 1.884,9 m d'altitud situada en el vessant nord-est del Massís del Carlit, en el terme comunal de Font-rabiosa, de la comarca del Capcir, a la Catalunya del Nord.
Està situat a la zona central - sud del terme de Font-rabiosa. És una de les muntanyes que emmarquen pel nord la vall de Galba.